# 코마 (2006년 드라마)
《코마》는 2006년 7월 21일부터 2006년 8월 18일까지 OCN에서 방영한 TV 영화이며, 한 소녀의 실종 사건을 둘러싼 다섯 명의 비밀이 밝혀지는 5개의 에피소드로 구성되어 있다.

## 통합 줄거리
10년 전 한 병원에서 입원 중인 한 소녀가 실종되는 사건이 일어나지만 목격자도 사건의 단서도 찾지 못한 채 소녀는 끝내 돌아오지 않았다. 그리고 10년이 흐른 후 끊임 없는 의료 사고로 인해 그 병원은 문을 닫게 됐다. 유일하게 남아 있는 코마 환자의 이송을 놓고 병원장과 의사 장서원, 간호사 강수진의 의견이 첨예하게 대립한다. 그런 가운데 보험회사 직원 윤영과 코마 환자의 유일한 보호자 홍아, 그리고 소녀 실종 사건을 담당했던 최형사가 병원을 방문한다. 그리고 결코 열려서는 안되는 봉인된 수술실이 열리면서 그날 밤 다섯 명의 사람들에게 미스터리한 연쇄 사건이 일어난다.

## 1화. 생일파티

### 제작진
- 감독 : 공수창
- 조감독 : 안정민
- 각본 : 신준형, 오남경, 이경은
- 촬영 : 이강민
- 조명 : 이승원
- 미술 : 황중현
- 편집 : 백은자
- 동시녹음 : 박종근
- 사운드 슈퍼바이저 : 김수현
- 음악 : 최승현
- 프로듀서 : 남권우
- 제작 : 임승용

### 등장 인물

#### 주요 인물
- 이세은 : 윤영 역 (아역 : 최해인)

#### 주변 인물
- 이정헌 : 장서원 역
- 임원희 : 최 형사 역
- 차수연 : 소희 역
- 정재진 : 병원장 역
- 정보훈 : 한명숙 역
- 한태일 : 최 노인 역
- 배소연 : 혜영 역

#### 그 외
- 명지연 : 강수진 역
- 천정하 : 혜영 엄마 역
- 오현수 : 원무과 직원 역
- 송갑석 : 리모델링 업자 역
- 이규회 : 인부 책임자 역
- 구본웅 : 인부 역
- 이예림 : 주희 역

## 2화. 틈

### 제작진
- 감독 : 조규옥
- 각본 : 오철기, 조규옥
- 촬영 : 김홍민
- 조명 : 이정민
- 미술 : 황중현
- 편집 : 백은자
- 동시녹음 : 박종근
- 사운드 슈퍼바이저 : 김수현
- 음악 : 최승현
- 프로듀서 : 남권우
- 크리에이티브 디렉터 : 공수창
- 제작 : 임승용

### 등장 인물

#### 주요 인물
- 명지연 : 강수진 역

#### 주변 인물
- 이정헌 : 장서원 역
- 정재진 : 병원장 역
- 차수연 : 소희 역
- 한태일 : 최 노인 역
- 정보훈 : 한명숙 역
- 이세은 : 윤영 역 (아역 : 최해인)
- 임원희 : 최 형사 역
- 배소연 : 혜영 역

#### 그 외
- 송갑석 : 리모델링 업자 역
- 이규회 : 인부 책임자 역
- 천정하 : 혜영 엄마 역
- 손종환 : 한 사장 역
- 오현수 : 원무과 직원 역
- 구본웅 : 인부 역

## 3화. 목걸이

### 제작진
- 감독 : 유준석
- 각본 : 신준형, 오남경, 이경은
- 촬영 : 최찬민
- 조명 : 김바다
- 미술 : 황중현
- 편집 : 백은자
- 동시녹음 : 박종근
- 사운드 슈퍼바이저 : 김수현
- 음악 : 최승현
- 프로듀서 : 남권우
- 크리에이티브 디렉터 : 공수창
- 제작 : 임승용

### 등장 인물

#### 주요 인물
- 임원희 : 최 형사 역

#### 주변 인물
- 이정헌 : 장서원 역
- 정재진 : 병원장 역
- 정보훈 : 한명숙 역
- 차수연 : 소희 역
- 배소연 : 혜영 역

#### 그 외
- 이영진 : 홍아 역
- 이세은 : 윤영 역 (아역 : 최해인)
- 한태일 : 최 노인 역
- 천정하 : 혜영 엄마 역
- 명지연 : 강수진 역
- 이가영 : 미진 역
- 라현구 : 권 형사 역
- 이해영 : 미진 엄마 역

#### 우정출연
- 김병철 : 김 형사 역

## 4화. 붉을 홍

### 제작진
- 감독 : 김정구
- 각본 : 신준형, 이경은, 오남경
- 촬영 : 최찬민
- 조명 : 김바다
- 미술 : 황중현
- 편집 : 백은자
- 동시녹음 : 박종근
- 사운드 슈퍼바이저 : 김수현
- 음악 : 최승현
- 프로듀서 : 남권우
- 크리에이티브 디렉터 : 공수창
- 제작 : 임승용

### 등장 인물

#### 주요 인물
- 이영진 : 홍아 역

#### 주변 인물
- 차수연 : 소희 역
- 이정헌 : 장서원 역
- 임원희 : 최 형사 역
- 이세은 : 윤영 역 (아역 : 최해인)
- 명지연 : 강수진 역

#### 그 외
- 배소연 : 혜영 역
- 정재진 : 병원장 역
- 한태일 : 최 노인 역

#### 특별출연
- 오태경 : 재혁 역
- 오딘(Oathean) : 블랙메탈 밴드 역

## 5화. 의사 장서원

### 제작진
- 감독 : 공수창
- 각본 : 신준형, 이경은, 오남경
- 촬영 : 이강민
- 조명 : 이승원
- 미술 : 황중현
- 편집 : 백은자
- 동시녹음 : 박종근
- 사운드 슈퍼바이저 : 김수현
- 음악 : 최승현
- 프로듀서 : 남권우
- 제작 : 임승용

### 등장 인물

#### 주요 인물
- 이정헌 : 장서원 역

#### 주변 인물
- 이세은 : 윤영 역 (아역 : 최해인)
- 이영진 : 홍아 역
- 차수연 : 소희 역
- 한태일 : 최 노인 역
- 정재진 : 병원장 역
- 배소연 : 혜영 역

#### 그 외
- 명지연 : 강수진 역
- 임원희 : 최 형사 역
- 천정하 : 혜영 엄마 역
- 오현수 : 원무과 직원 역
- 황금진 : 수술실 환자 역

#### 우정출연
- 황연희 : 무당 역
- 최병모 : 고수 역

| OCN 오리지널 시리즈 (토일) | OCN 오리지널 시리즈 (토일)               | OCN 오리지널 시리즈 (토일)                   |
| 이전 작품                  | 작품명                                   | 다음 작품                                    |
| -------------------------- | ---------------------------------------- | -------------------------------------------- |
| 신설                       | 코마 (2006년 7월 21일 ~ 2006년 8월 18일) | 썸데이 (2006년 11월 11일 ~ 2006년 12월 29일) |